# 厚柄茜草
厚柄茜草（学名：Rubia crassipes）为茜草科茜草属下的一个种。

## 扩展阅读
- 維基物種上的相關：厚柄茜草